# Bathyspinula kermadecensis
Bathyspinula kermadecensis is een tweekleppigensoort uit de familie van de Bathyspinulidae. De wetenschappelijke naam van de soort is voor het eerst geldig gepubliceerd in 1970 door Knudsen.